# 1335

## Родени
- Крали Марко, крал на Прилеп